# Lascarin
Lascarin (singhalais : ලස්කිරිඤ්ඤ laskirigngna) est un terme utilisé au Sri Lanka pour désigner les soldats indigènes qui combattaient pour les Portugais lorsqu'ils occupaient l'île (1505–1658) puis continuèrent de servir comme troupes coloniales jusque dans les années 1930. Les lascarins ont joué un rôle crucial non seulement dans les armées coloniales, mais aussi dans les succès des campagnes des royaumes locaux,,.

## Étymologie
Le terme provient du mot persan lascar (Lashkar persan : لشکر), signifiant camp militaire ou armée — apparenté à l'arabe ‘Askar (عسكر), signifiant garde ou soldat (d'où askari). Les Portugais ont transformé ce terme en lasquarin ou lascarim, pour désigner un matelot ou un soldat asiatique. Au Sri Lanka, il a été utilisé dans son sens militaire (comme en Inde avec les artilleurs musulmans appelés Gun Lascars). Les Néerlandais adaptèrent le mot en lascorijn et les Britanniques en lascariin, lascarine, lascoreen, etc.

## Histoire
Les Portugais ont débarqué pour la première fois au Sri Lanka en 1505 et dès 1517 ils ont été capables d'édifier un fort à Colombo et de contrôler l'essentiel du commerce extérieur de l'île. Après le Wijayaba Kollaya (le sac de Vijayabahu) de 1521, qui divisa le royaume de Kotte, ils intervinrent dans les affaires intérieures et les conflits des royaumes locaux. Manquant de troupes portugaises, ils engagèrent des soldats locaux pour défendre leurs intérêts et ceux du royaume de Kotte, et pour les aider dans leurs offensives. Presque tous ces lascarins étaient des Cinghalais convertis au catholicisme (ou parfois des Tamouls), comme les Karava et les Niar,. À cette époque, de nombreuses personnalités des royaumes locaux adoptèrent le catholicisme. Après que les Portugais eurent imposés leur contrôle direct sur le royaume de Kotte à la fin du siècle, beaucoup des soldats loyaux au roi devinrent des lascarins ; ils continuèrent à occuper des rangs comme ceux de Mudali (en), Muhandiram (en), Arachchi (en) ou Kankani.
Les lascarins ont été cruciaux lors des combats des Portugais contre les royaumes locaux, en raison de leur connaissance de la géographie locale. Dans presque toutes les batailles, l'armée portugaise était majoritairement composée de lascarins. À de nombreuses occasions, ceux-ci changèrent de camp et se rallièrent aux royaumes locaux. Lors de la campagne de Danture de 1594 contre le royaume de Kandy, les forces du roi Vimaladharmasuriya I doublèrent grâce à leurs défections et à la bataille de Randeniwela en 1630, presque tous les lascarins désertèrent,. Pour cette raison, les Portugais s'appuyèrent plus sur des mercenaires indiens, malais et caffres (en) lors des offensives suivantes. Les lascarins combattirent aussi des deux côtés lors de la Guerre néerlando-portugaise qui mit fin à l'occupation portugaise au milieu du XVIIe siècle,.
Les lascarins ont servi les Néerlandais de 1640 à 1796. Ils étaient divisés en « ranchuwas » (randje), ce qui signifiait compagnie, chacune étant formée de deux ou trois commandants indigènes, Mohandiram, Arachchis ou Kankanis, et de 24 hommes du rang. Plusieurs « ranchus » étaient commandés par le Mudaliyar d'un Korale (comté).

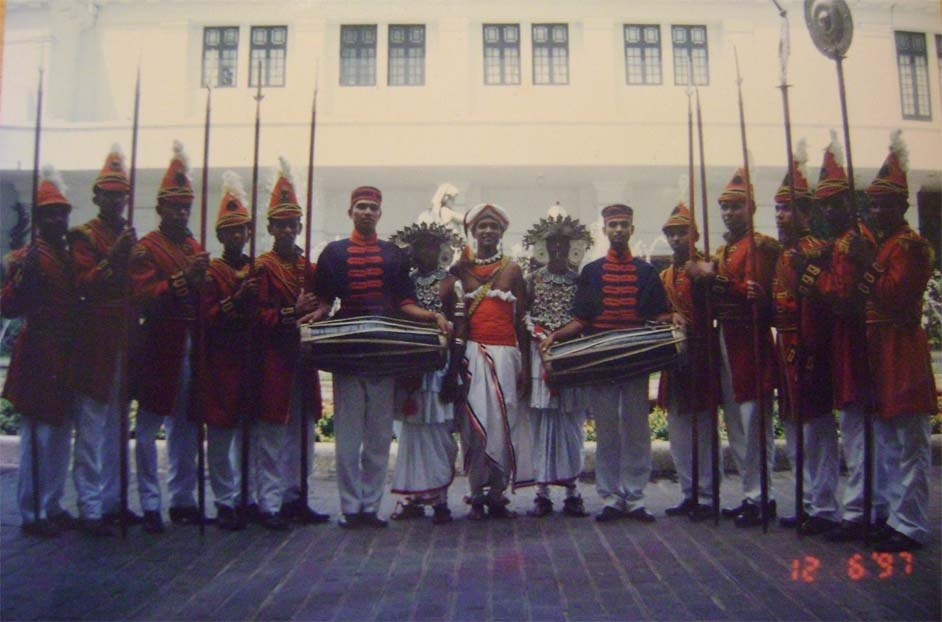
Reconstitution d'une garde de Lascarins à l' en 1997.

Durant l'occupation britannique, les lascarins perdirent leur rôle militaire, devenant plutôt une garde de cérémonie. Ils furent maintenus comme garde privée des Mudaliyars (en) les plus puissants, avec l'accord des autorités britanniques.
Ils fournissaient ainsi la garde d'honneur lors des visites des membres de la famille royale et l'escorte de la délégation du protectorat britannique des Maldives lorsqu'elle venait apporter son tribut annuel au gouverneur de Ceylan. La fin officielle des lascarins a eu lieu dans les années 1930 avec la fermeture du département des affaires indigènes et de la désignation de Mudaliyars - même si des lascarins ont encore joué un rôle cérémoniel pendant de nombreuses années.

## Uniforme
La garde d'honneur lascarine du gouvernement de Ceylan comportait trente-six gardes en tuniques écarlates avec des broderies d'or, des jupes ou des pantalons blancs et un couvre-chef à plume. Ils portaient des lances et un « sesath » (parasol blanc) et marchaient au son d'une musique militaire interprétée au tambour et à la flûte.

## Commandement
Les gardes lascarines étaient sous le commandement d'un « Basnayake Muhandiram ». Basnayake dérive du néerlandais (baas + naik), signifiant commandant, et Muhandiram est un titre honoraire conféré aux responsables indigènes dans la hiérarchie administrative. Les lascorins de chaque Korale (comté) étaient commandés par leur Mudaliyar, un rang correspondant à celui de capitaine dans les régiments européens. Les sous-officiers étaient les Cangaans ou Kanganies (sergents). Les simples soldats étaient des Lascoreens.